# Saint-Nicolas-du-Tertre
Pour les articles homonymes, voir Saint-Nicolas et Tertre.
Saint-Nicolas-du-Tertre [sɛ̃nikɔladytɛʁtʁ] est une commune française, située dans le département du Morbihan en région Bretagne.

## Géographie

### Situation
|                       | Tréal                   |            |
| Ruffiac               | Saint-Nicolas-du-Tertre | Carentoir  |
| Saint-Martin-sur-Oust | Les Fougerets           | La Gacilly |

Saint-Nicolas-du-Tertre est une petite commune située à 10 km de La Gacilly, ville célèbre pour ses artisans et à 13 km de Malestroit, ville à caractère historique.
En dehors d'une bande de grès armoricain et une plus petite de la formation de Pont-Réan, orientées ouest-est et présentes au sud de la commune, le sous-sol est constitué de schistes briovériens. Le sol est dans cette zone, d'une valeur agricole plus faible que dans la partie schisteuse où elle est « globalement excellente ».

### Hydrographie
Pour un article plus général, voir Réseau hydrographique du Morbihan.
La commune est située dans le bassin Loire-Bretagne. Elle est drainée par le ruisseau de la Lande clavier longlé, le ruisseau de l'Étang de tréal et divers autres petits cours d'eau,.

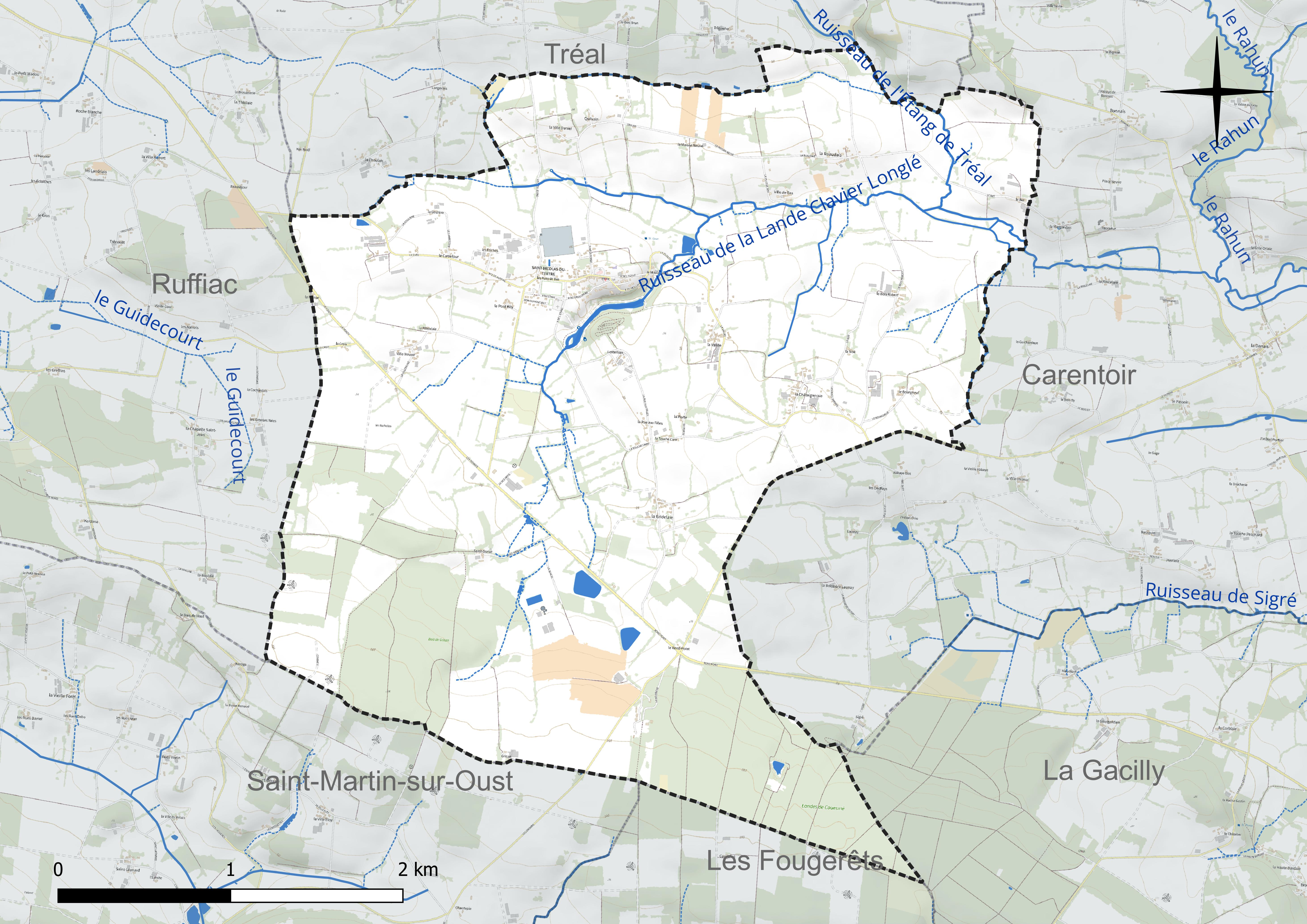
Réseau hydrographique de Saint-Nicolas-du-Tertre.

### Climat
Pour des articles plus généraux, voir Climat de la Bretagne et Climat du Morbihan.
En 2010, le climat de la commune est de type climat océanique franc, selon une étude du CNRS s'appuyant sur une série de données couvrant la période 1971-2000. En 2020, Météo-France publie une typologie des climats de la France métropolitaine dans laquelle la commune est exposée à un climat océanique et est dans la région climatique  Bretagne orientale et méridionale, Pays nantais, Vendée, caractérisée par une faible pluviométrie en été et une bonne insolation. Parallèlement l'observatoire de l'environnement en Bretagne publie en 2020 un zonage climatique de la région Bretagne, s'appuyant sur des données de Météo-France de 2009. La commune est, selon ce zonage, dans la zone « Intérieur Est  », avec des hivers frais, des étés chauds et des pluies modérées.  
Pour la période 1971-2000, la température annuelle moyenne est de 11,6 °C, avec une amplitude thermique annuelle de 12,8 °C. Le cumul annuel moyen de précipitations est de 796 mm, avec 12,3 jours de précipitations en janvier et 6,3 jours en juillet. Pour la période 1991-2020, la température moyenne annuelle observée sur la station météorologique la plus proche, située sur la commune de Pleucadeuc à 12 km à vol d'oiseau, est de 11,9 °C et le cumul annuel moyen de précipitations est de 907,2 mm,. Pour l'avenir, les paramètres climatiques de la commune estimés pour 2050 selon différents scénarios d’émission de gaz à effet de serre sont consultables sur un site dédié publié par Météo-France en novembre 2022.

## Urbanisme

### Typologie
Au 1er janvier 2024, Saint-Nicolas-du-Tertre est catégorisée commune rurale à habitat très dispersé, selon la nouvelle grille communale de densité à sept niveaux définie par l'Insee en 2022.
Elle est située hors unité urbaine et hors attraction des villes,.

### Occupation des sols
L'occupation des sols de la commune, telle qu'elle ressort de la base de données européenne d’occupation biophysique des sols Corine Land Cover (CLC), est marquée par l'importance des territoires agricoles (84,1 % en 2018), une proportion identique à celle de 1990 (84,1 %). La répartition détaillée en 2018 est la suivante : 
terres arables (53,6 %), zones agricoles hétérogènes (18 %), forêts (15,9 %), prairies (12,5 %). L'évolution de l’occupation des sols de la commune et de ses infrastructures peut être observée sur les différentes représentations cartographiques du territoire : la carte de Cassini (XVIIIe siècle), la carte d'état-major (1820-1866) et les cartes ou photos aériennes de l'IGN pour la période actuelle (1950 à aujourd'hui).

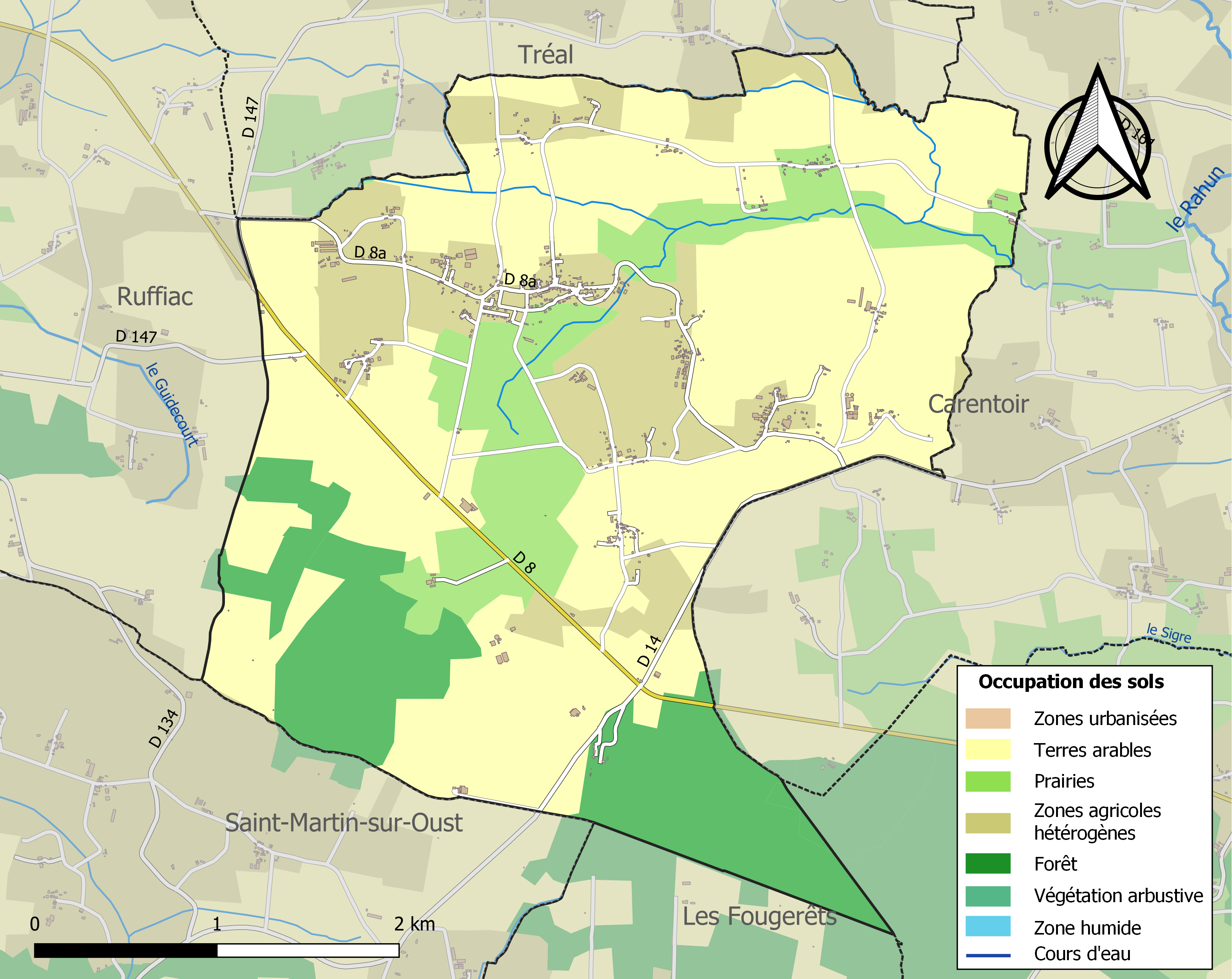
Carte des infrastructures et de l'occupation des sols de la commune en 2018 (CLC).

## Toponymie
Saint-Nicolas-du-Tertre, en breton Sant-Nikolaz-ar-Roz, est placée sous la protection du saint éponyme, Saint Nicolas évêque de Myre en Lycie.
Avec le déterminant "tertre". C'est du fait que l'église, tréviale  puis paroissiale, de Saint-Nicolas est située sur une colline, que lui vient le nom de "Saint-Nicolas-du-Tertre".

## Histoire

### Moyen-Âge
Saint-Nicolas-du-Tertre est un démembrement de la paroisse primitive de Ruffiac. Il s'agit d'une ancienne trève de la paroisse de Ruffiac. Saint-Nicolas-du-Tertre est cité dans le cartulaire de Redon dès le IXe siècle. Saint-Nicolas-du-Tertre dépend de la baronnie de Malestroit.
En 1576, les habitants réclament l'établissement d'une trève à Saint-Nicolas. Cette trève dépend de la paroisse de Ruffiac.

### Révolution française
Saint-Nicolas-du-Tertre est érigée en commune du canton de Caro et du district de Ploërmel en 1790.

### LeXIXesiècle
En 1801, Saint-Nicolas-du-Tertre est rattachée au canton de Malestroit. Saint-Nicolas-du-Tertre est érigée en paroisse en 1802.
En mars 1874 des habitants de Limerzel, Saint-Martin, Saint-Nicolas-du-Tertre et de Tréal, demandent le rétablissement, dans le plus bref délai, de la royauté en la personne d'Henri V, héritier légitime de la couronne de France.

## Politique et administration
| Période                                  | Période        | Identité            | Étiquette | Qualité |
| ---------------------------------------- | -------------- | ------------------- | --------- | --- |
| Les données manquantes sont à compléter. |                |                     |           | |
| 1800                                     | 1806           | Augustin Normand    |           | |
| 1806                                     | 1816           | Jean Monnerai       |           | |
| 1816                                     | 1833           | Mathurin Vigeon     |           | |
| 1833                                     | 1852           | Joseph Ollivier     |           | |
| 1852                                     | 1876           | Marcoult Malivet    |           | |
| 1876                                     | 1914 (décès)   | Joseph Faruel       |           | |
| mars 1914                                | décembre 1919  | Joseph Ricaud       |           | |
| décembre 1919                            | 1942           | Jean Dubois         |           | |
| 1942                                     | mars 1965      | Joseph Ricaud       |           | Chevalier de la Légion d'honneur (1965) |
| mars 1965                                | mars 1971      | Marcel Epaillard    |           | |
| mars 1971                                | 29 juin 1995   | Jean Bouëdo         |           | Chevalier de la Légion d'honneur Chevalier de l'Ordre national du Mérite (1998)                                                                          |
| 29 juin 1995                             | 4 juillet 2020 | Jean-Claude Riallin | DVD       | Cadre retraité Premier adjoint au maire (1989 → 1995) Vice-président de la CC du Val d'Oust et de Lanvaux Président du Centre-Est Bretagne (2000 → 2001) |
| 4 juillet 2020                           | En cours       | Mickaël Le Goué     | SE        | Consultant en prévention |

## Démographie
L'évolution du nombre d'habitants est connue à travers les recensements de la population effectués dans la commune depuis 1793. Pour les communes de moins de 10 000 habitants, une enquête de recensement portant sur toute la population est réalisée tous les cinq ans, les populations de référence des années intermédiaires étant quant à elles estimées par interpolation ou extrapolation. Pour la commune, le premier recensement exhaustif entrant dans le cadre du nouveau dispositif a été réalisé en 2004.

En 2022, la commune comptait 455 habitants, en évolution de −2,57 % par rapport à 2016 (Morbihan : +3,82 %, France hors Mayotte : +2,11 %).
| 1793 | 1800 | 1806 | 1821 | 1831 | 1836 | 1841 | 1846 | 1851 |
| ---- | ---- | ---- | ---- | ---- | ---- | ---- | ---- | ---- |
| 500  | 516  | 537  | 571  | 382  | 541  | 510  | 540  | 545  |

| 1856 | 1861 | 1866 | 1872 | 1876 | 1881 | 1886 | 1891 | 1896 |
| ---- | ---- | ---- | ---- | ---- | ---- | ---- | ---- | ---- |
| 566  | 551  | 581  | 586  | 599  | 641  | 663  | 679  | 677  |

| 1901 | 1906 | 1911 | 1921 | 1926 | 1931 | 1936 | 1946 | 1954 |
| ---- | ---- | ---- | ---- | ---- | ---- | ---- | ---- | ---- |
| 724  | 711  | 694  | 639  | 642  | 654  | 661  | 625  | 596  |

| 1962 | 1968 | 1975 | 1982 | 1990 | 1999 | 2004 | 2006 | 2009 |
| ---- | ---- | ---- | ---- | ---- | ---- | ---- | ---- | ---- |
| 570  | 523  | 503  | 502  | 454  | 454  | 458  | 446  | 443  |

| 2014 | 2019 | 2022 | - | - | - | - | - | - |
| ---- | ---- | ---- | - | - | - | - | - | - |
| 474  | 470  | 455  | - | - | - | - | - | - |

## Économie
La commune héberge depuis 2013 une unité de méthanisation exploitée par un éleveur porcin et appartenant majoritairement à Evergaz.

## Culture et patrimoine

### Lieux et monuments

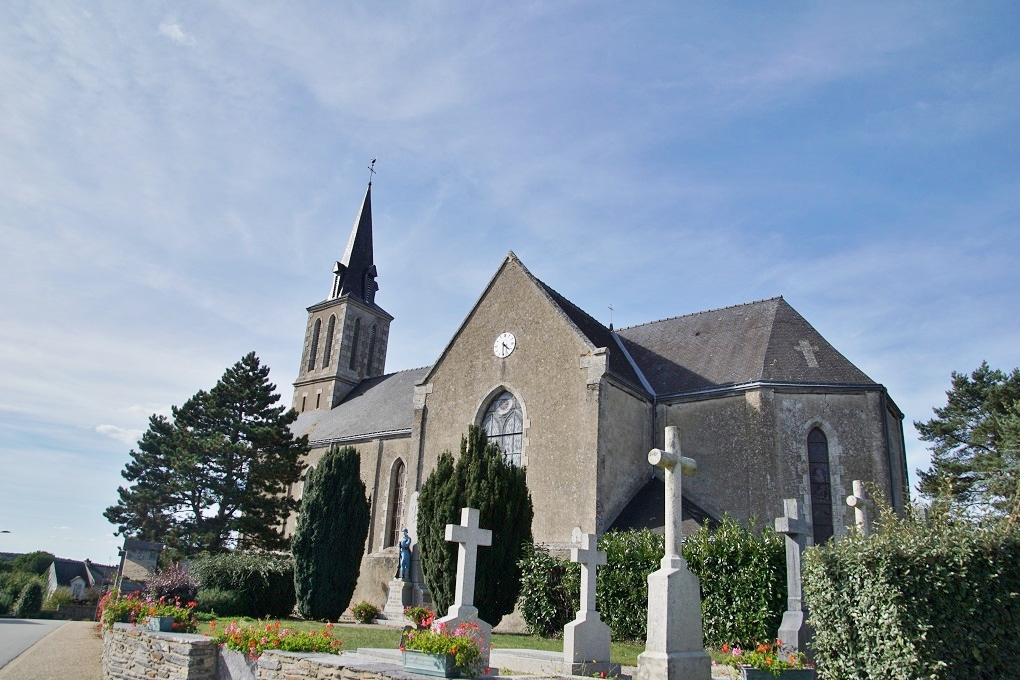
L'église de Saint-Nicolas-du-Tertre.

- le manoir de la Châtaigneraie date du XVIIe siècle, il est inscrit à l'inventaire général du patrimoine culturel[27] ;
- le manoir du Pont-Bily date du XVIIe siècle, il est inscrit à l'inventaire général du patrimoine culturel[28] ;
- le manoir de Saint-Donat date du XVe siècle, il est inscrit à l'inventaire général du patrimoine culturel[29] ;
- la croix de cimetière de Saint-Nicolas-du-Tertre ;
- l'étang de la Guette ;
- l'église Saint-Nicolas.

### Héraldique
| Blason de Saint-Nicolas-du-Tertre | Blason  | Écartelé : au 1er de sinople à une crosse d'or, au 2e d'argent à une croix enhendée de gueules, au 3e d'azur à une église de tenné sur un tertre du même*, ouverte et ajourée de gueules*, le clocher essoré d'or, accompagnée en chef dextre d'un soleil non figuré du même, au 4e de sinople à une gerbe de blé d'or, liée d'azur. |
| Blason de Saint-Nicolas-du-Tertre | Détails | * Il y a là non-respect de la règle de contrariété des couleurs : ces armes sont fautives (couleur sur couleur). Le statut officiel du blason reste à déterminer. |